# Frontière entre le Connecticut et le Massachusetts
La frontière entre le Massachusetts et le Connecticut est une frontière intérieure des États-Unis délimitant les territoires du Massachusetts au nord et le Connecticut au sud.
Son tracé débute au sud-ouest à Brace Mountain et suit une direction rectiligne par le 42e parallèle nord, jusqu'au sud-ouest de la Douglas State Forest où elle prend une direction perpendiculaire vers le sud sur 1,7 km. 

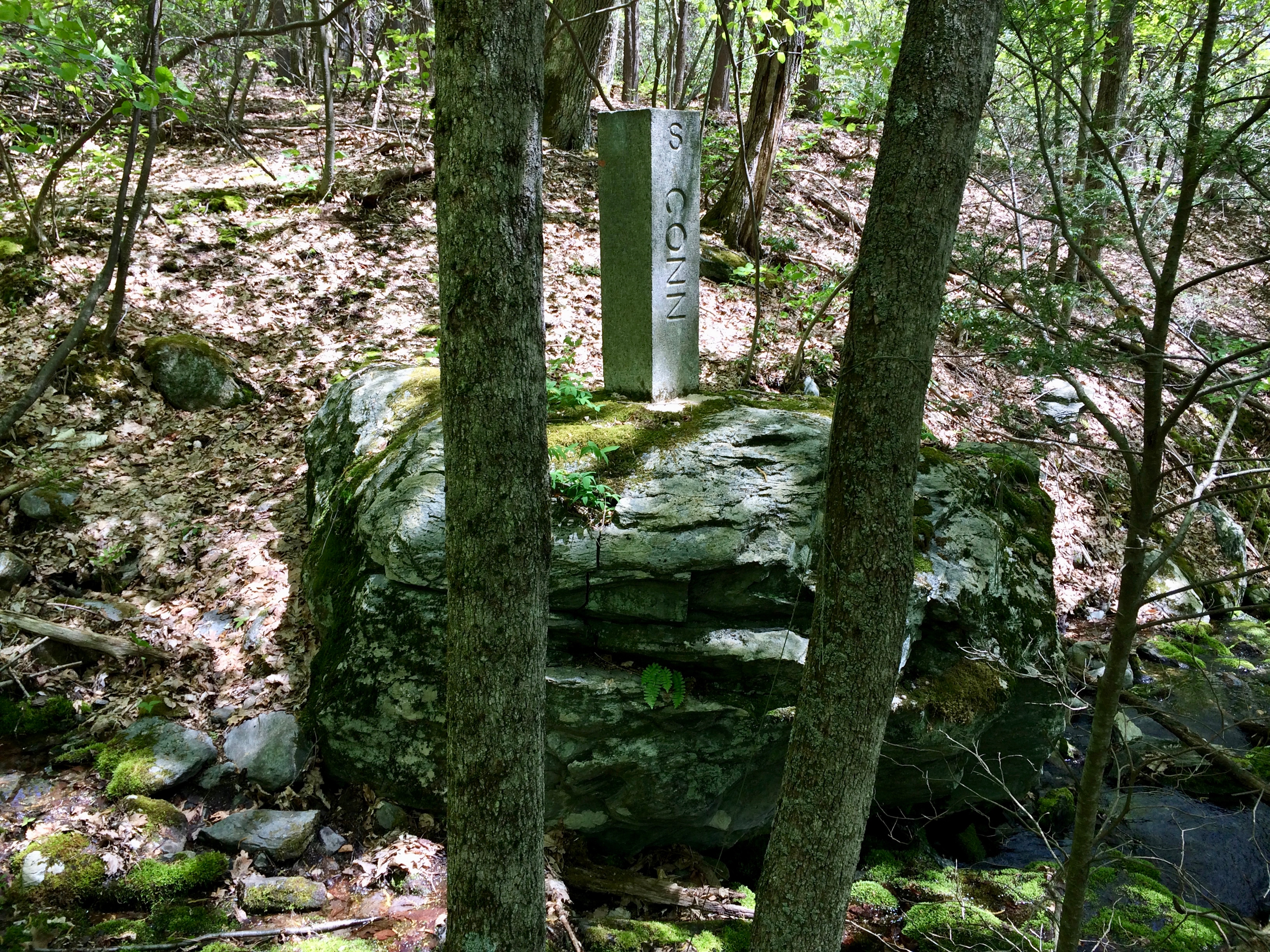
Borne marquant la frontière.